# Cieco di Chio
Il Cieco di Chio è una poesia contenuta nella raccolta Poemi conviviali di Giovanni Pascoli.

## Trama
Il poemetto Il Cieco di Chio viene pubblicato da Pascoli per la prima volta il 1º giugno 1897 all’interno della rivista “La Vita Italiana”; tuttavia nel momento della sua pubblicazione il titolo era differente: Il Vecchio di Chio. Nel componimento viene raccontata la storia di una ragazza di Delo che riceve devote attenzioni da un anziano cantore cieco ("O Deliàs, o gracile rampollo" v. 1) che intende ricambiare il fugace dono della bellezza ricevuto da lei ("e quale a me tu dono, / negato a tutti, della tua bellezza, / offristi, donna" vv. 56-58), essendo preferito ai suoi molteplici corteggiatori, sebbene più giovani. Dopo aver domandato al timoniere di una nave del porto di Chio la concessione di salpare insieme a loro ("Nocchiero, / vago per l’onde come smergo ombroso, / dài ch’alla nave il pio cantore ascenda?" vv. 28-30), il cantore, salito a bordo, offre in dono alla fanciulla i canti che gli furono rivelati da una divinità tempo addietro ("tale a te l’offro, né potrei maggiore" v. 59). Egli racconta come in un pomeriggio d’estate entrò in un rifugio solitario e cadde nella tentazione di competere con il canto di una fonte che però si rivelò essere una dea in un secondo momento ("Poi, non so come, un dio mi vinse: presi / l’eburnea cetra e lungamente, a prova / col sacro fonte, pizzicai le corde" vv. 88-90). Dopo essere stato vinto, ottiene la punizione di cecità dalla dea stessa ("più nulla / io vidi delle cose altro che l’ombra" vv. 128-129), e al contempo il dono dell'ispirazione artistica ("Or va, però che mite ho il cuore: / voglio che il male ti germogli un bene." vv. 118-119).
Come puntualizza Enrico Elli nell’articolo “Pascoli e l’antico: i «Poemi Conviviali»” (pp. 739-743), l’idea di fondo del poemetto Il Cieco di Chio, ovvero che un aedo divenga cieco dopo aver sfidato le Muse, insiste sulle tradizionali caratteristiche dell'aedo (vecchiaia e cecità), sviluppate anche nel Fanciullino, oltre che in alcuni brani di Epos e Lyra. L'aedo è visto da Pascoli come un autodidatta per aver ricevuto la notevole dote del canto senza bisogno di imparare da altri; tuttavia egli nel corso del tempo diviene rapsodo ovvero inizia a ripetere i canti già fissati dalla tradizione, magari con l’aggiunta di qualche particolare che induce l’uditore a gradirli maggiormente.

## Rapporto con le fonti classiche e moderne

### Omero
All’interno del poemetto Il Cieco di Chio, sono presenti vari riferimenti all’Odissea. In primo luogo dal poema omerico proviene lo spunto del racconto: nel canto VIII vv. 62-64 dell’opera omerica si parla di una Musa che prova un sentimento di amore nei confronti di un cantore, che ha ricevuto da essa un bene, costituito dal dono del canto, e un male, costituito dalla cecità:
τὸν πέρι μοῦσ᾽ ἐφίλησε, δίδου δ᾽ ἀγαθόν τε κακόν τε: 

ὀφθαλμῶν μὲν ἄμερσε, δίδου δ᾽ ἡδεῖαν ἀοιδήν.»
ritorno feo, per man guidando il vate,
cui la Musa portava immenso amore,
benchè il ben gli temprasse, e il male insieme:
degli occhi il vedovò, ma del più dolce
canto arricchillo.»
(Omero, Odissea VIII 

trad. Ippolito Pindemonte)
Il primo riferimento puntuale presente nell’opera di Pascoli si trova nell’incipit, ai vv. 1-3
di palma, ai piedi sorto su del Cyntho,
alla corrente del canoro Inopo;»
Essi sono un ricordo dei vv. 162-165 del libro VI dell’Odissea, nel quale Nausicaa, figlia del re dei Feaci Alcinoo, viene paragonata a un fusto giovane di palma, visto dall’autore stesso vicino all’altare di Apollo a Delo:
φοίνικος νέον ἔρνος ἀνερχόμενον ἐνόησα: 

ἦλθον γὰρ καὶ κεῖσε, πολὺς δέ μοι ἕσπετο λαός, 

τὴν ὁδὸν ᾗ δὴ μέλλεν ἐμοὶ κακὰ κήδε᾽ ἔσεσθαι.»
presso l’ara d’Apollo, ergersi io vidi
nuovo rampollo di mirabil palma:
chè a Delo ancora io mi condussi, e molta
mi seguia gente armata in quel viaggio,
che in danno riuscir doveami al fine.»
(Omero, Odissea VI 

trad. Ippolito Pindemonte)
Pascoli nei suoi versi riecheggia la sensazione di giovinezza e di grazia connesse alla figura di Nausicaa, l’appartenenza al sacro luogo di Delo e il senso di stupore (sèbas) che Ulisse, nell’Odissea, e l’aedo, nei Poemi Conviviali, provano di fronte alla bellezza.

Altra parte da menzionare è il verso 32 in cui Pascoli augura al nocchiero di trovare ospitalità al suo approdo:
Forse il poeta allude all’accoglienza che Nausicaa riserva a Ulisse nel momento seguito dal suo naufragio in Odissea VI vv 206-210:
τὸν νῦν χρὴ κομέειν: πρὸς γὰρ Διός εἰσιν ἅπαντες 

ξεῖνοί τε πτωχοί τε, δόσις δ᾽ ὀλίγη τε φίλη τε. 

ἀλλὰ δότ᾽, ἀμφίπολοι, ξείνῳ βρῶσίν τε πόσιν τε, 

λούσατέ τ᾽ ἐν ποταμῷ, ὅθ᾽ ἐπὶ σκέπας ἔστ᾽ ἀνέμοιο.»
capitò errando, e a cui pensare or vuolsi.
Gli stranieri, vedete, e i mendichi
vengon da Giove tutti, e non v'ha dono
picciolo sì, che lor non torni caro.
Su via, di cibo, e di bevanda il nuovo
ospite soccorrete; e pria d’un bagno
colà nel fiume, ove non puote il vento.»
(Omero, Odissea VI 
 
trad. Ippolito Pindemonte)

### Dante Alighieri
Passando a fonti maggiormente recenti, troviamo alcuni punti che possono rimandare alla Divina Commedia di Dante Alighieri, nonostante i riferimenti non siano certi e la volontà di rimando non appurata. Per esempio il verso 24 del poemetto pascoliano
presenta la parola “nocchiero” che può dar subito all’occhio perché presente anche nel canto II del Purgatorio ai vv. 43-44:
tal che faria beato pur descripto;»
(Dante Alighieri, Divina Commedia)
Altro punto da considerare è il v. 88
(Dante Alighieri, Divina Commedia)
perché tratta il tema dell’hybris, tentativo degli uomini di paragonarsi agli dei e addirittura di vincerli, che è il nucleo anche del poemetto pascoliano. Pertinente è il confronto con due passi dell'opera dantesca: i vv. 9-12 del canto I del Purgatorio con la vicenda della sfida canora tra le Piche, figlie del re della Tessaglia Pierio, e Calliope ("e qui Caliopè alquanto surga, / seguitando il mio canto con quel suono / di cui le Piche misere sentiro / lo colpo tal, che disperar perdono.") e i vv. 19-21 del canto I del Paradiso con la vicenda similare che vede come protagonisti Marsia e Apollo ("Entra nel petto mio, e spira tue / sì come quando Marsia traesti / de la vagina de le membra sue.").
Tali parallelismi si possono aggiungere alle allusioni alla Divina Commedia contenute nei Poemi conviviali individuate da Godioli nell’articolo “«L'Omero del cristianesimo»: alcuni dantismi nei Poemi Conviviali”.

### Manzoni e Leopardi
Passando ora a fonti moderne, i rimandi sono a Manzoni e Leopardi. Per quanto riguarda il primo autore l’opera di cui stiamo parlando è I Promessi Sposi dove nel capitolo XXXVII viene fatta questa descrizione:
La sinestesia “brulichio dell’erbe e delle foglie” viene ripresa da Pascoli ai vv. 13-14:
presso la salsa musica del mare.»
Per quanto riguarda Leopardi, invece, il confronto da fare, sebbene non immediato, è con il Canto notturno di un pastore errante dell’Asia vv. 5-8, dove si parla di un pastore col suo gregge che viaggia sotto costante osservazione della luna, che per questo ritiene conoscitrice del tutto:
di riandare i sempiterni calli?
Ancor non prendi a schivo, ancor sei vaga
di mirar queste valli?»
In seguito, ai vv. 28-38, l’attenzione viene focalizzata su un anziano che procede a fatica fino ad arrivare presso un burrone profondo in cui c’è il nulla eterno che l’autore paragona alla vita:
varca torrenti e stagni, 

cade, risorge, e più e più s'affretta 

Senza posa o ristoro, 

lacero, sanguinoso; infin ch'arriva 

colà dove la via 

e dove il tanto affaticar fu volto: 

abisso orrido, immenso, 

ov'ei precipitando, il tutto obblia.

Vergine luna, tale 

è la vita mortale.»
Lo scenario appena descritto induce a ipotizzare che Pascoli si sia ispirato a Leopardi per comporre i vv. 65-68:
che ancor la luna non correa su quelle: 

nacque dopo essi, e palpitò per loro 

gemiti strani.»